# Patiria miniata
Patiria miniata är en sjöstjärneart som beskrevs av Addison Emery Verrill 1913. Patiria miniata ingår i släktet Patiria och familjen Asterinidae. Inga underarter finns listade i Catalogue of Life.